# لون استار (کنتاکی)
لون استار (به انگلیسی: Lone Star) یک منطقهٔ مسکونی در ایالات متحده آمریکا است که در شهرستان هارت، کنتاکی واقع شده‌است. لون استار ۲۷۰٫۰۶ متر بالاتر از سطح دریا واقع شده‌است.